# Oslodialekt
Oslodialekt (även kallat Oslomål, Vikamål, Oslo øst-mål, folkelig Oslomål, Oslo bymål och østkantmål) är den traditionella dialekten i Oslo, Norge. Dialekten skall dock inte blandas ihop med den moderna norska som talas av de flesta i Oslo med omnejd idag. 

## Några exempel på Oslodialekte (Vikamål)
- Bjønn (bjørn)
- Bleik (blek)
- Brei (bred)
- Bærj (berg)
- Bånn (bunn)
- Gård (gard)
- Hau (haug)
- Hønn (horn)
- Kjærke (kirke)
- Sæter (seter)
- Veg (vei)